# SN 2008hx
SN 2008hx – supernowa typu II-P odkryta 3 grudnia 2008 roku w galaktyce NGC 3154. W momencie odkrycia miała maksymalną jasność 18,70m.